# La Granja de la Costera
La Granja de la Costera ist eine Gemeinde (Municipio) mit 294 Einwohnern (Stand: 2024) in der spanischen Provinz Valencia. Sie befindet sich in der Comarca La Costera. 

## Geografie
La Granja de la Costera liegt etwa 65 Kilometer südsüdwestlich von Valencia in einer Höhe von ca. 100 m. 

## Demografie
| 1900 | 1930 | 1950 | 1970 | 1981 | 1991 | 2001 | 2011 | 2021 |
| ---- | ---- | ---- | ---- | ---- | ---- | ---- | ---- | ---- |
| 490  | 535  | 531  | 493  | 444  | 371  | 362  | 343  | 281  |

## Sehenswürdigkeiten

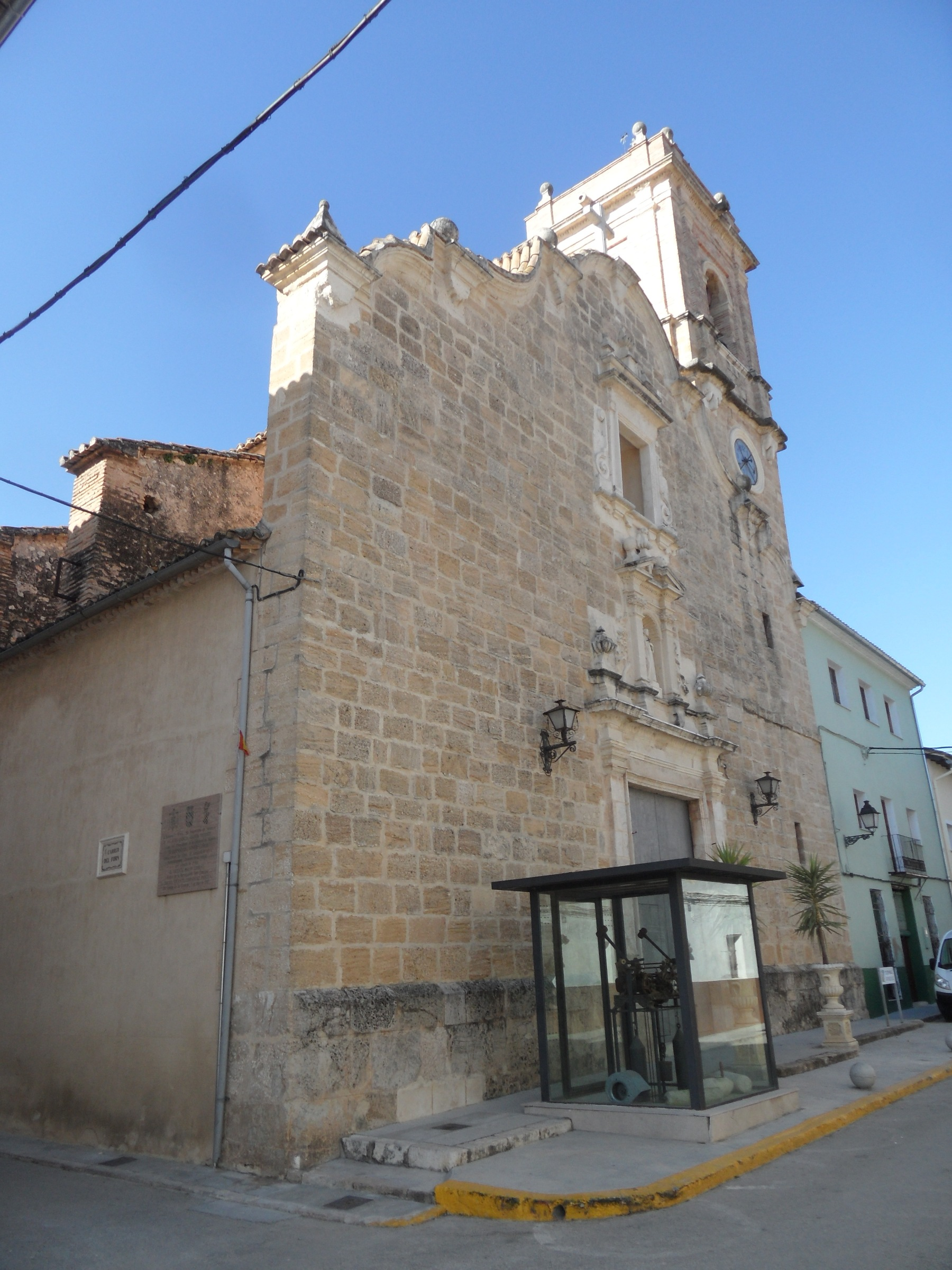
Franziskuskirche
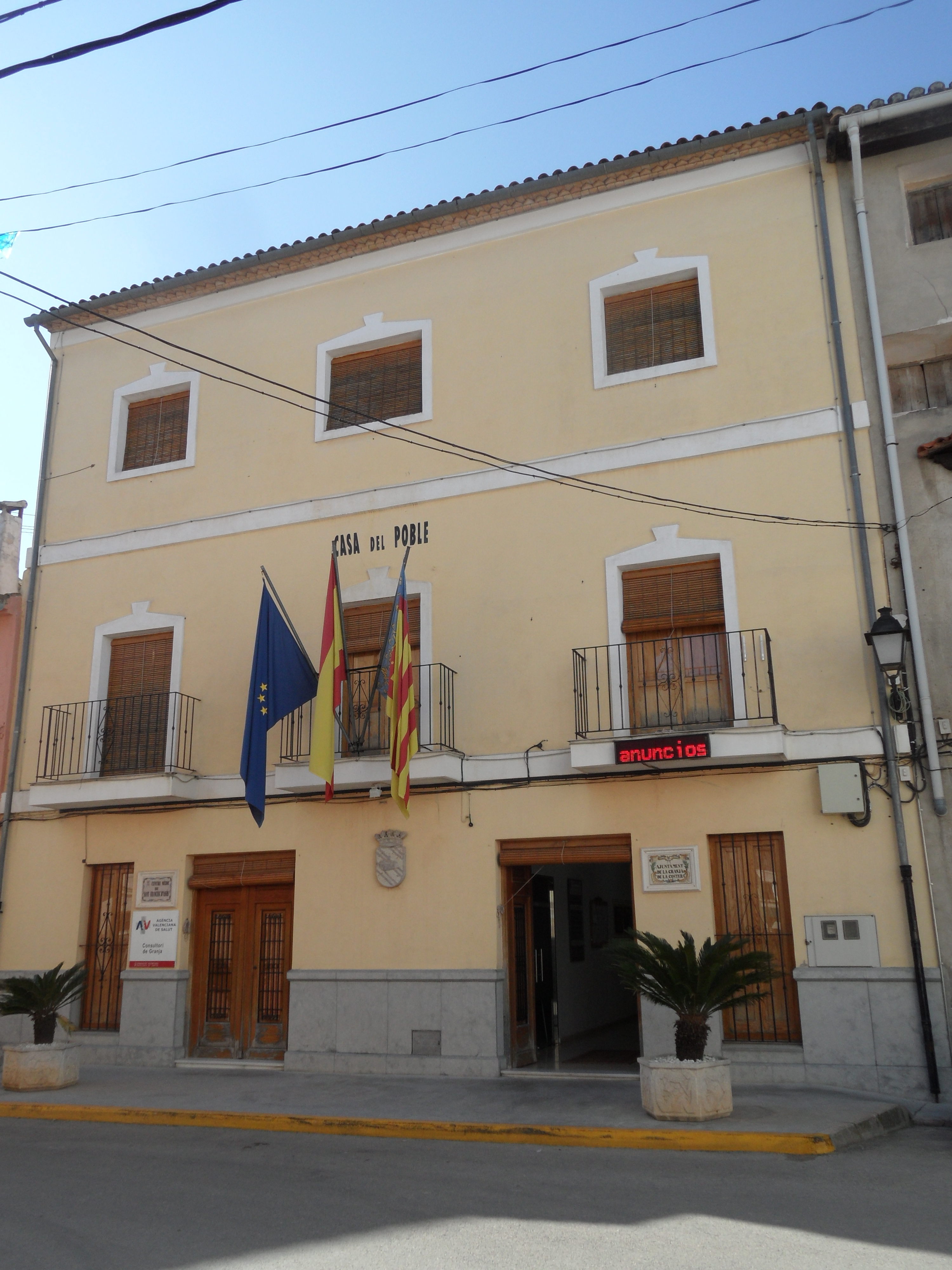
Rathaus

- Franziskuskirche
- Rathaus